# 5e régiment interarmes d'outre-mer
Pour les articles homonymes, voir 5e régiment.
Le 5e régiment interarmes d'outre-mer (5e RIAOM) est un régiment mixte (infanterie, artillerie, cavalerie, génie et aviation légère) de l'Armée de terre française, stationné à Djibouti.

## Création et différentes dénominations
Le 1er décembre 1958 est créé à Kati (actuel Mali) le 5e RIAOM. Il reçoit la garde du drapeau et les traditions du 5e régiment d'infanterie coloniale. Le 5e RIAOM est transféré à Niamey au Niger en juin 1961 où il est dissous le 15 novembre 1962.
Le 1er mai 1963 est créé à Chartres la compagnie subdivisionnaire d'Eure-et-Loir qui reçoit la garde du drapeau du 5e RIAOM. Elle est dissoute en 1966[réf. nécessaire].
Le 5e RIAOM est finalement recréé le 1er novembre 1969 à Djibouti par changement d'appellation du 57e RIAOM. Il en conserve la devise "Fier et Fort". Simultanément, il reçoit la garde du fanion du Bataillon Somali.

## Liste des chefs de corps
- 1969 - 1970: colonel Hogard
- 1970 - 1972: colonel Lacroix
- 1972 - 1974: colonel Forray
- 1974 - 1976: colonel Forest
- 1976 - 1978: colonel Picot
- 1978 - 1980: lieutenant-colonel de Maleissye
- 1980 - 1981: lieutenant-colonel Caillat
- 1981 - 1983: colonel Germain
- 1983 - 1985: lieutenant-colonel d'Argent
- 1985 - 1987: colonel Kelche
- 1987 - 1989: colonel Coste
- 1989 - 1991: colonel Delort
- 1991 - 1993: colonel de Saqui de Sannes
- 1993 - 1995: colonel Bidard
- 1995 - 1997: colonel Boulnois
- 1997 - 1999: colonel Clément-Bollée
- 1999 - 2001: colonel de Bourdoncle de Saint Salvy
- 2001 - 2003: colonel Boubée de Gramont
- 2003 - 2005: colonel Toutous
- 2005 - 2007: colonel Bucquet
- 2007 - 2009: colonel Millot
- 2009 - 2011: colonel Gauthier
- 2011 - 2013: colonel Ducret
- 2013 - 2015: colonel Despouys
- 2015 - 2017 : colonel de Torquat de la Coulerie
- 2017- 2019: colonel Vieillefosse
- 2019 - 2021: colonel Marguet
- 2021 - 2023: colonel Botheron
- 2023 - 2025 : colonel Duplay[1]
- 2025 - aujourd’hui : colonel Renoul

## Historique

### Création en Afrique
Recréé à Kati au Soudan français le 1er décembre 1958 par changement d'appellation du 2e régiment colonial interarmes, le 5e RIAOM reçoit le drapeau et les traditions du 5e RIC. Gros régiment, il justifie pleinement son appellation car composé de[réf. souhaitée] :
- 1 compagnie de commandement et de soutien (CCS) ;
- 1 compagnie d'appui ;
- 1 compagnie de transport ;
- 4 compagnies d'infanterie ;
- 1 escadron blindé (13e EBIMa) ;
- 1 section d'artillerie ;
- 1 compagnie du génie ;
- 1 compagnie de garnison.

À sa création, le 5e RIAOM appartient à la 3e brigade d'Afrique Occidentale Française puis en janvier 1961, à la 1re brigade[réf. souhaitée]. De juin à octobre 1960, le 5e RIAOM participe aux opérations du Cameroun.
Il est transféré à Niamey au Niger en juin 1961[réf. souhaitée] où il est dissous le 15 novembre 1962. Il forme alors le groupement motorisé n° 41, dissous le 31 décembre 1964.

### Recréation à Djibouti

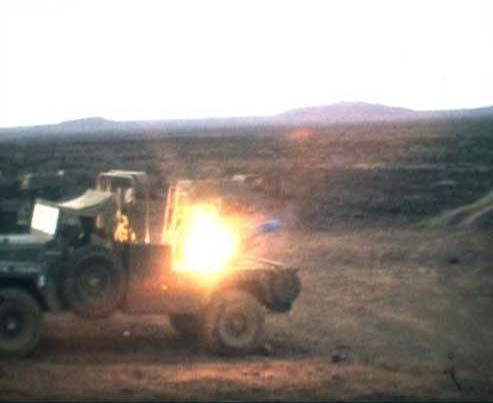
Tir depuis un des cinq VLRA lance missiles SS 11 du 5e RIAOM au Goubad (30 km au sud-ouest de Djibouti) en 1971.

Le 1er novembre 1969, le 5e RIAOM est recréé à Djibouti sur le territoire français des Afars et des Issas par changement d'appellation du 57e RIAOM dont il conserve la devise "Fier et Fort". À cette date, il reçoit en héritage le fanion et les traditions du Bataillon Somali.
Il se compose alors de :
- La CCS (Camp Lelong, Djibouti ;
- La 1re compagnie (camp Matthieu Jouy, Obock) ;
- La 2e compagnie (Camp Bernez Cambot, Arta) ;
- La 3e compagnie (camp Lemonnier, Djibouti) ;
- Le 61e EBIMa qui deviendra le 4e escadron (quartier Letellier, Djibouti).

À la suite de l'indépendance de la république de Djibouti, le 5e RIAOM fait l'objet de plusieurs transformations et devient une des composantes des Forces françaises à Djibouti :
- Le 1er juin 1977, les 2e et 3e compagnies sont dissoutes ;
- La 1re compagnie s'installe à Arta (camp Bernez Cambot) ;
- La CCS s'installe au quartier Brière de l'Isle et les gendarmes qui s'y trouvaient s'installent au camp Lelong ;
- Le 61e EBIMa quitte le quartier Letellier et rejoint le quartier Brière de l'Isle.

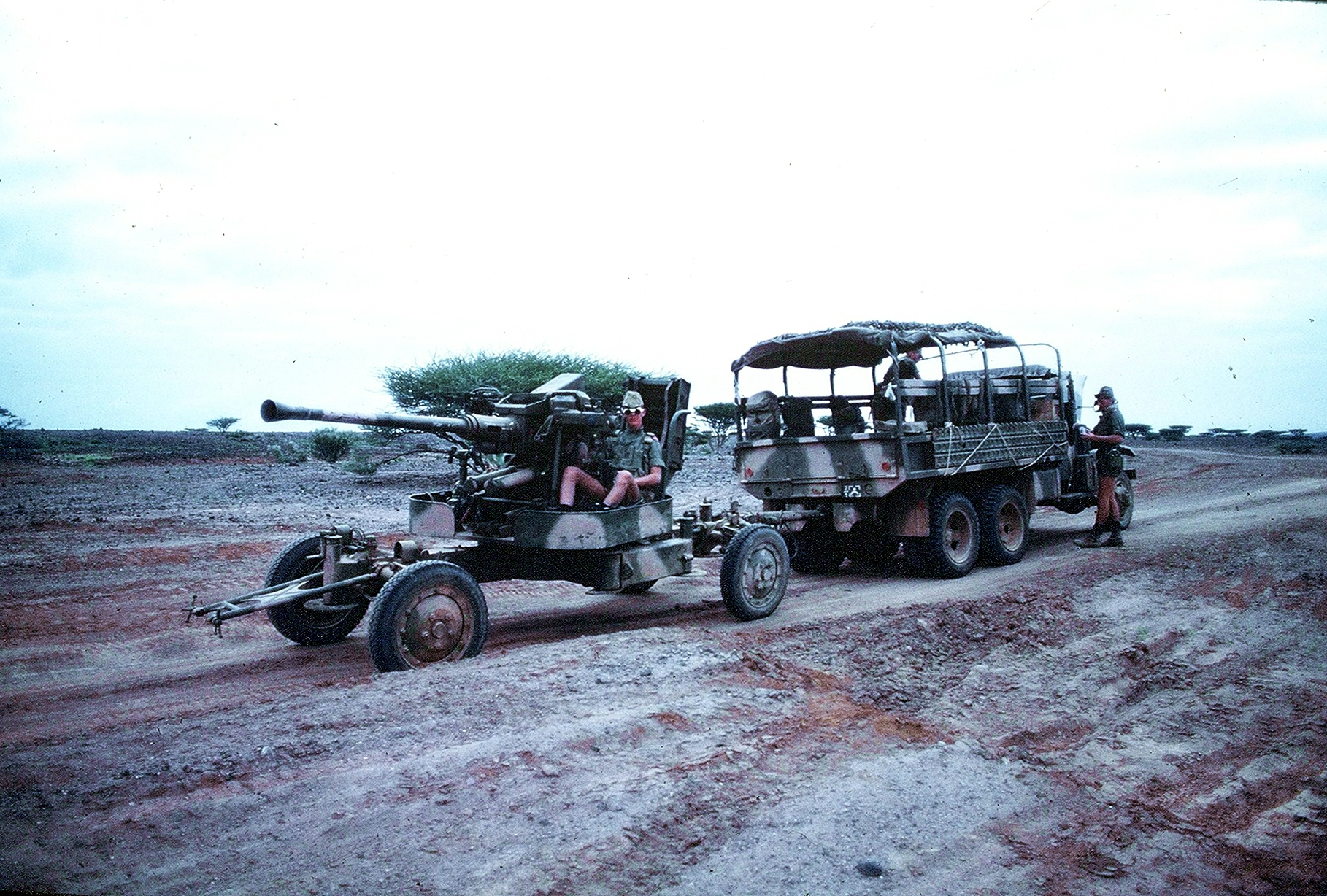
Un canon antiaérien Bofors 40 mm du 5e RIAOM tracté par un GMC CCKW en 1984.

Le 1er juillet 1979, le 61e EBIMa se dédouble. Le 3e escadron devient l'escadron AMX-13 - SS11 avec 12 engins, le 4e escadron demeurant l'escadron AMX-13 canon de 90 mm avec 16 engins.
À la dissolution du 6e RAMa, le 1er octobre 1979, la 2e et la 6e batterie rejoignent les rangs du 5e RIAOM qui devient dépositaire de l'étendard du 6e RAMa.
À la dissolution du 10e Bataillon de Commandement et de Soutien en 1998, la 1re compagnie du 5e RIAOM rejoint le quartier Borgnis Desbordes à Djibouti et la compagnie de quartier général du 10e BCS rejoint les rangs du 5e RIAOM.
En 2002, le régiment est regroupé au quartier Brière de l'Isle, il est alors composé de :
- La CCS ;
- La 1re compagnie d'infanterie, en mission de longue durée, équipée de VAB et de missiles anti-chars ;
- La 2e batterie, unité de défense sol-air, en mission de courte durée, équipée de missiles MISTRAL et de NC1 ;
- Le 3e escadron blindé, en mission de courte durée, équipé d'AMX 10RC ;
- La 6e batterie, unité d'artillerie sol-sol, en mission de courte durée, équipée de canons TRF1 et de mortiers de 120 mm.

Le 1er août 2008, le Bataillon de l'aviation légère de Djibouti (BATALAT) est rattaché au 5e RIAOM. Il est équipé d'hélicoptères Puma et Gazelle.
En 2011, au départ de la 13e Demi-Brigade de Légion Étrangère (13e DBLE) de Djibouti, le 5e RIAOM s'installe au quartier Monclar. Le quartier Brière de L'Isle héberge le Groupement de Soutien de la Base de Défense.
À partir de 2011, le 5e RIAOM est composé de :
- La CCS ;
- La 1re compagnie, en mission de courte durée ;
- La 2e batterie, unité de défense sol - air en mission de courte durée, équipée de MISTRAL et de NC1 ;
- Le 3e escadron blindé en mission de courte durée, équipé d'AMX-10 RC ;
- La 6e batterie, unité d'artillerie sol - sol en mission de courte durée, équipée de canons TRF1 et de mortiers de 120 mm ;
- La compagnie de génie en mission de courte durée, équipée de VAB et de MPG ;
- La compagnie de maintenance ;
- Le détachement de l'aviation légère de l'Armée de terre (DETALAT) demeure stationné sur l'emprise de la base aérienne.

Les quatre derniers canons TRF1 sont retirés du service en avril 2022, remplacés par quatre CAESAR.

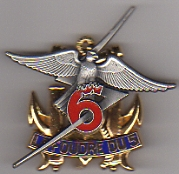
Insigne de le 6e batterie du 5e R.I.A.O.M.
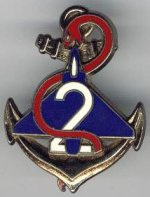
Insigne de le 2e batterie du 5e R.I.A.O.M.

### Engagements opérationnels
Le régiment est engagé dans la crise de février 1976.
En 1991, il mène l'opération Godoria à Djibouti puis l'année suivante l'opération Iskoutir. Un détachement du régiment participe à la deuxième opération des Nations unies en Somalie de décembre 1992 à novembre 1993.
En mai 1994, le régiment est engagé dans l'opération Diapason au Yémen. L'année suivante, il soutient l'opération Azalée aux Comores. De 1999 à 2000, le régiment participe à l'opération Khor Angar, visant la défense aérienne de Djibouti pendant la guerre entre l'Érythrée et l'Éthiopie.
En 2008, le régiment mène l'opération Rigel en pleine guerre djibouto-érythréenne.
En 2014, il est engagé avec l'opération Sangaris.
En avril 2023, est mobilisé comme composante terrestre de l'opération Sagittaire qui permet l'évacuation de plus de 1 000 ressortissants français et étrangers du Soudan.
Il met en oeuvre de nombreux détachements d'instruction opérationnelle au profit des armées et forces de sécurité de la région (Djibouti, Ouganda, Ethiopie).
Le 5e RIAOM participe régulièrement à des exercices conjoints avec les forces américaines présentes à Djibouti sur l'ancienne emprise française du Camp Lemonnier.

### Organisation actuelle du régiment
La localisation du 5e RIAOM, ainsi que les missions qui sont confiées en république de Djibouti, région du Globe en perpétuelle évolution et aux multiples soubresauts, lui imposent une posture opérationnelle permanente. C'est également le régiment de tradition de Djibouti.

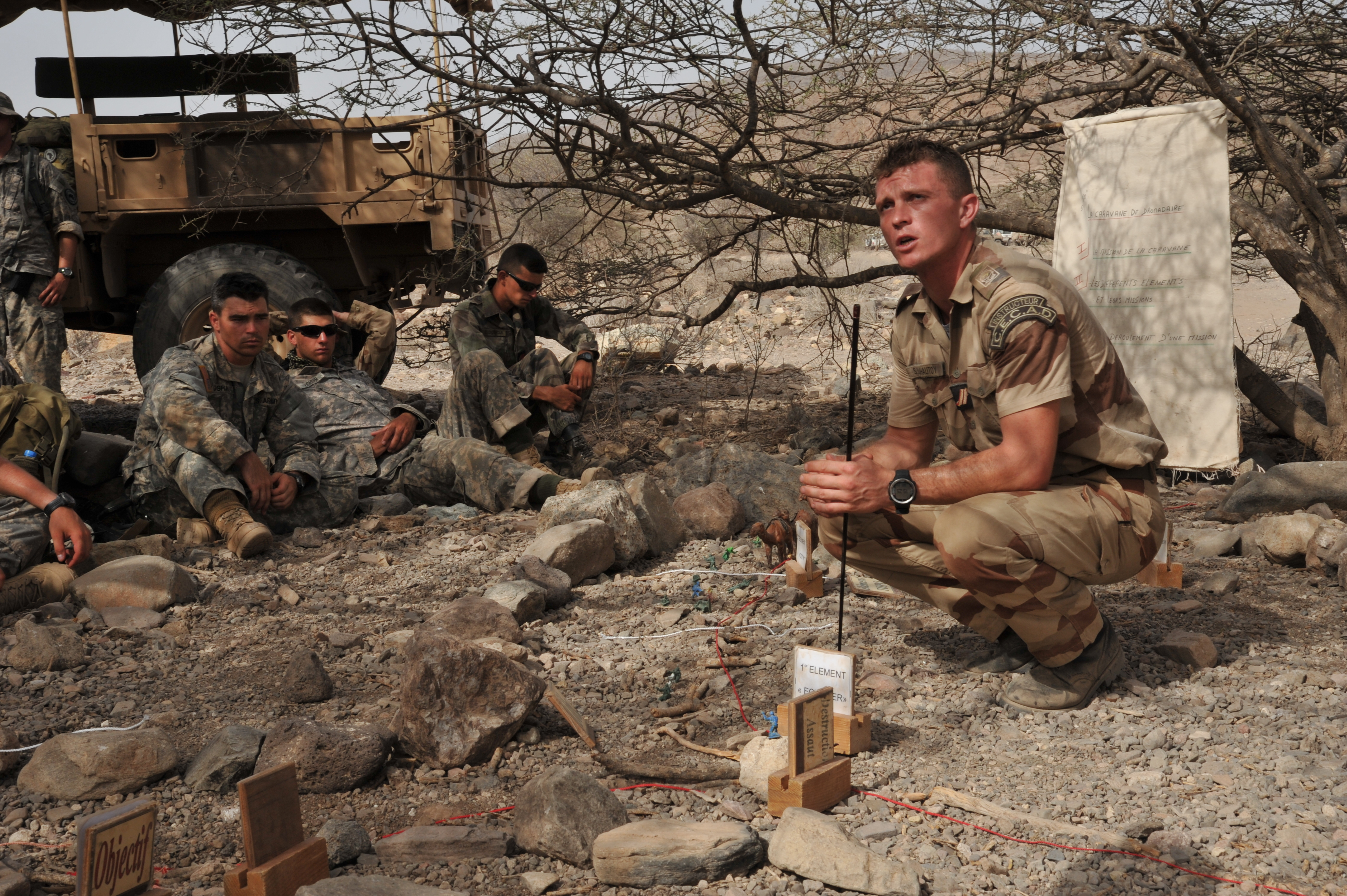
Marsouin français enseignant un cours de survie aux militaires américains dans le désert du Djibouti en 2012.

Depuis 2016 et les dernières restructurations des FFDj, le format du régiment est le suivant :
- La compagnie de commandement et logistique (CCL), incluant le détachement de maintenance, composée de militaires en MLD (mission de longue durée, 2 à 4 ans) et MCD (mission de courte durée, 4 mois) ;
- La 1re compagnie d'infanterie, en MCD ;
- Le 3e escadron blindé, en MCD, équipé d'AMX 10RC ;
- La 6e compagnie d'appui, en MCD, incluant les appuis artillerie sol-sol et les sapeurs du génie, équipée de canons CAESAR, de mortiers de 120 mm et de VAB génie ;
- Le détachement de l'aviation légère de l'Armée de terre (DETALAT), stationné sur l'emprise de la base aérienne.

Depuis 2024, le régiment est subordonné à la 9e brigade d'infanterie de marine.

## Devise
- "Fier et fort".

## Insigne
Le premier insigne du régiment (1959) est, dans un écu allongé bleu outremer, un aigle noir en chasse.
L’insigne de Djibouti, homologué en 1970, représente une ancre de marine avec un globe terrestre, surmontés de deux poignards Afars et Issas. Le chiffre 5 est placé au centre de l'insigne. À la base de l'ancre figure la devise du 5e RIAOM « Fier et Fort ».

## Inscriptions sur son drapeau
Son drapeau porte 14 inscriptions de batailles qui rappellent les campagnes glorieuses dans lesquelles il a été engagé:
Héritage du 1er RIMa :
- BOMARSUND 1854
- PEI HO 1860
- PUEBLA 1863
- SONTAY 1883

Sous l'appellation 5e RIC:
- LORRAINE 1914
- CHAMPAGNE 1915
- LA SOMME 1916
- PICARDIE 1918

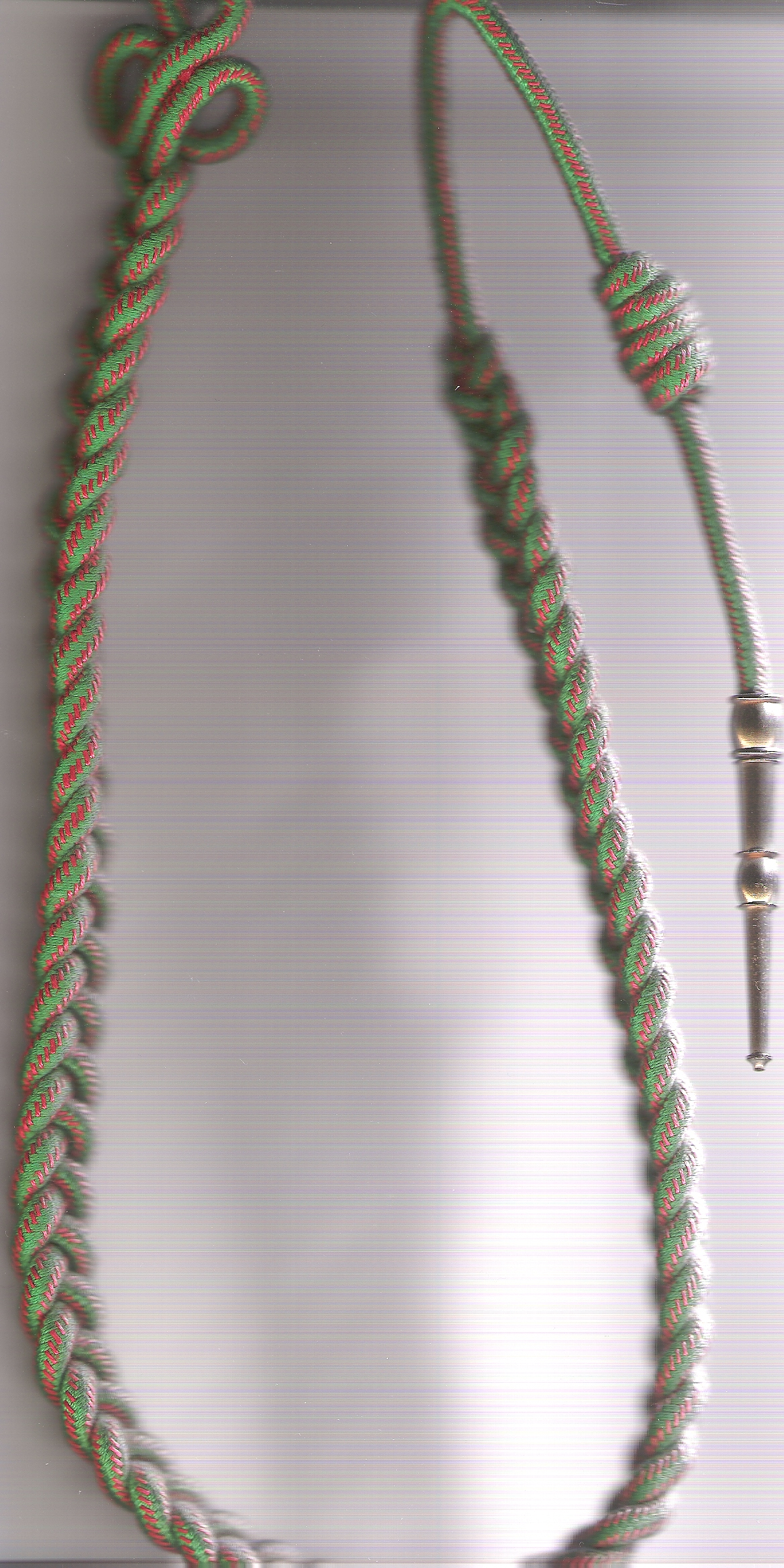
Fourragère aux couleurs du ruban de la Croix de guerre 1914-1918

- INDOCHINE 1945 - 1946 et 1953 - 1955

Héritage du Bataillon Somali:
- VERDUN DOUAUMONT 1916
- LA MALMAISON 1917
- L'AISNE 1917 - 1918
- LA MARNE 1918
- NOYON 1918

## Citations
- Sa cravate est décorée des :

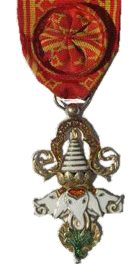
l’ordre du million d’éléphants et du parasol blanc

- croix de guerre 1914-1918 trois palmes (5e RIC);
- croix de guerre 1914-1918 deux palmes et une étoile d'argent (bataillon Somali);
- croix de guerre 1939-1945 une palme et une étoile d'argent (idem);
- Croix de guerre des Théâtres d'opérations extérieurs avec une palme (5e RIC/Corps léger d’intervention) ;
- Deux décorations laotiennes : l'ordre du Million d'Éléphants et du Parasol blanc et la médaille de bronze du règne.
- Croix de la valeur militaire [11]

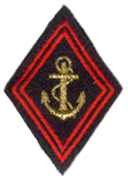
Infanterie de Marine.
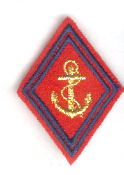
Artillerie de Marine.
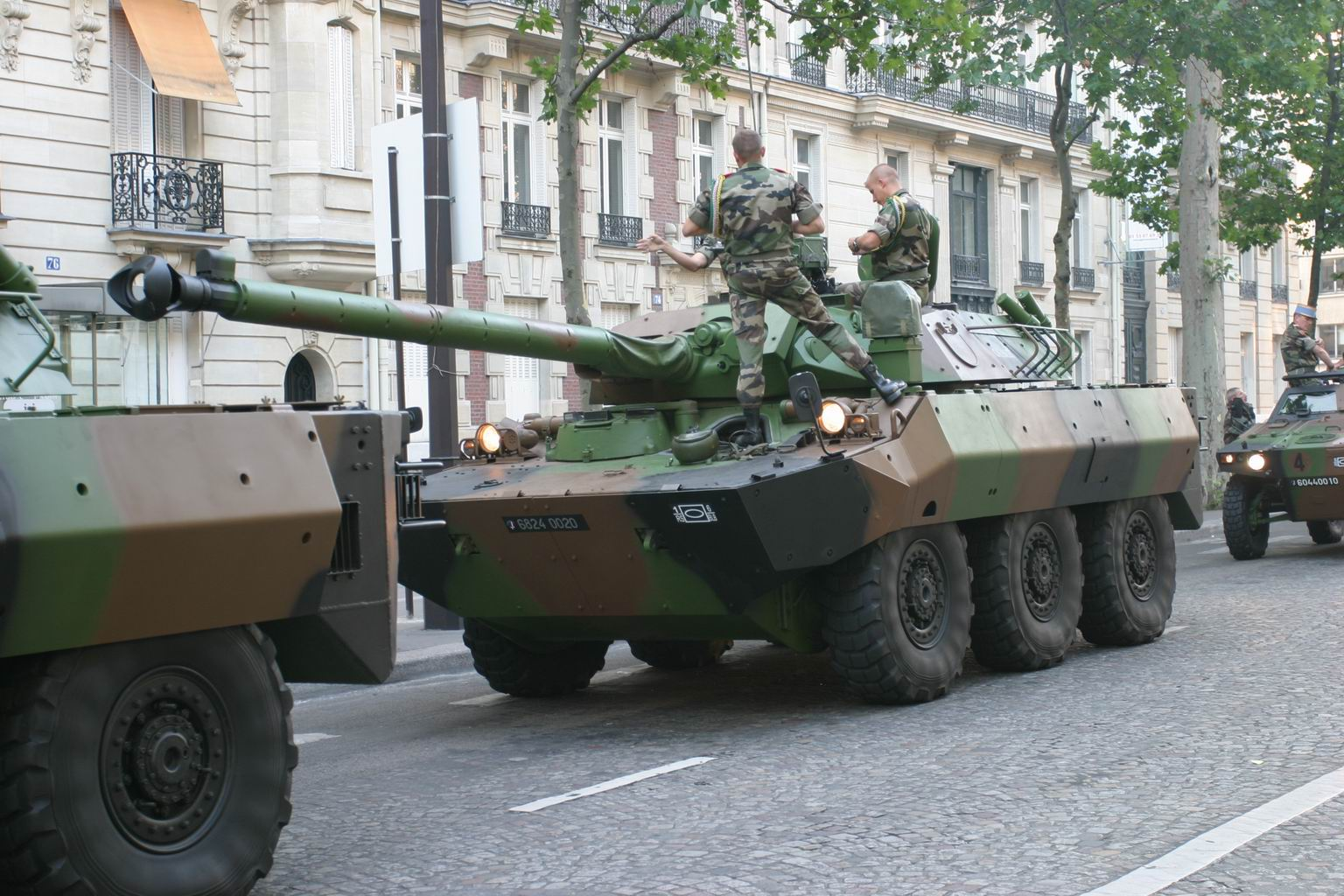
Le 5e R.I.A.O.M est équipé d'AMX 10RC.

## Traditions
La fête des troupes de marine
- Elle est célébrée à l'occasion de l'anniversaire des combats de Bazeilles. Ce village qui a été 4 fois repris et abandonné sur ordres, les 31 août et le 1er septembre 1870.

Et au nom de Dieu, vive la coloniale
- Les Marsouins et les Bigors ont pour saint patron Dieu lui-même. Ce cri de guerre termine les cérémonies intimes qui font partie de la vie des régiments. Son origine est une action de grâce du Révérend Père Charles de Foucauld, missionnaire, voyant arriver à son secours les unités coloniales un jour où il était en difficulté avec une tribu locale.

## Sources et bibliographie
- Erwan Bergot, La coloniale du Rif au Tchad 1925-1980, imprimé en France : décembre 1982, n° d'éditeur 7576, n° d'imprimeur 31129, sur les presses de l'imprimerie Hérissey.